# آنتونیو چیسری
آنتونیو چیسری (ایتالیایی: Antonio Ciseri؛ ‏ ۲۵ اکتبر ۱۸۲۱ – ۸ مارس ۱۸۹۱) نقاش ایتالیایی-سوئیسی بود که بیشتر آثارش، موضوعی مذهبی-روحانی دارند.
وی دانش‌آموختهٔ رشته نقاشی در دانشکده هنرهای زیبای فلورانس بود و نقاشی‌هایش الهام‌گرفته از سبک رافائل است.

## نگارخانه

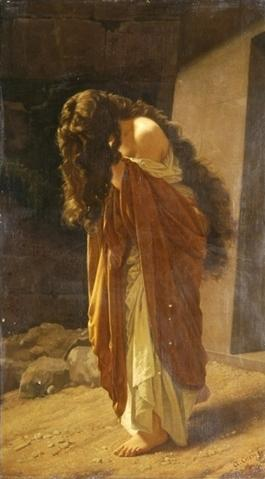
مجدلیهٔ تواب، ۱۸۶۴
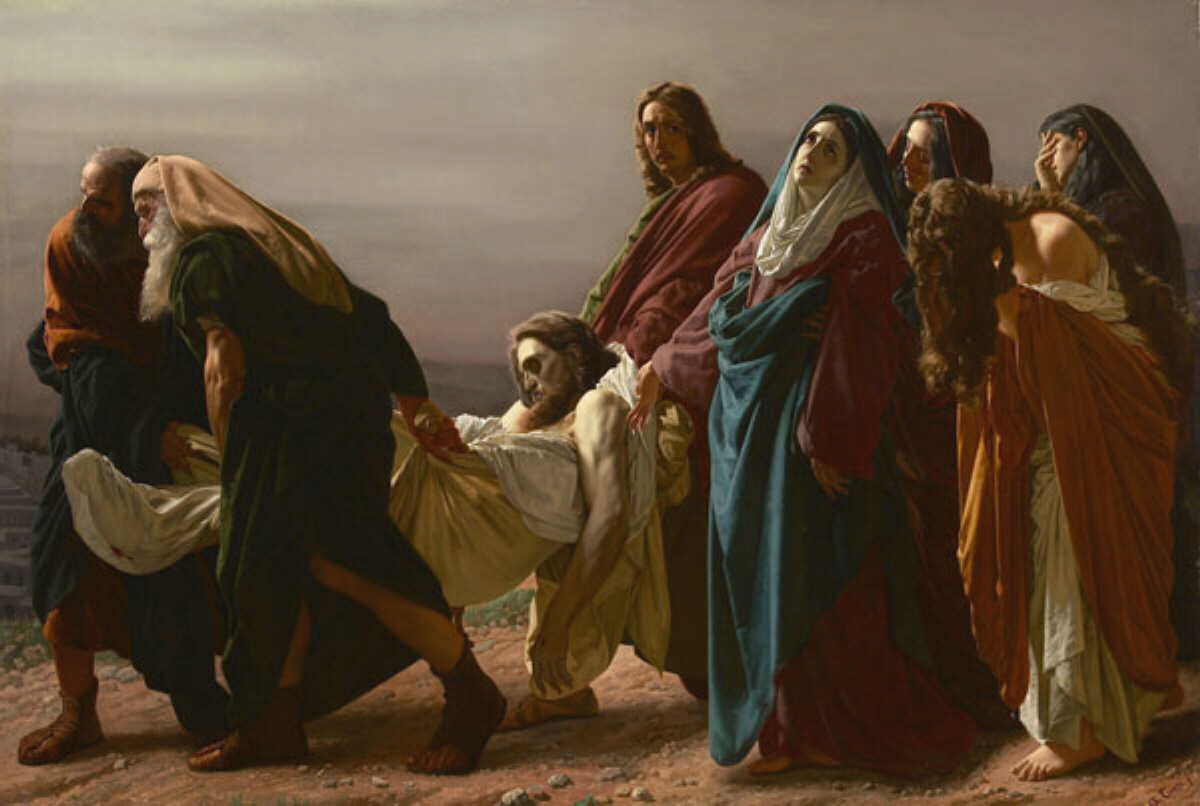
حمل عیسی به آرامگاه ۱۸۶۴–۱۸۷۰
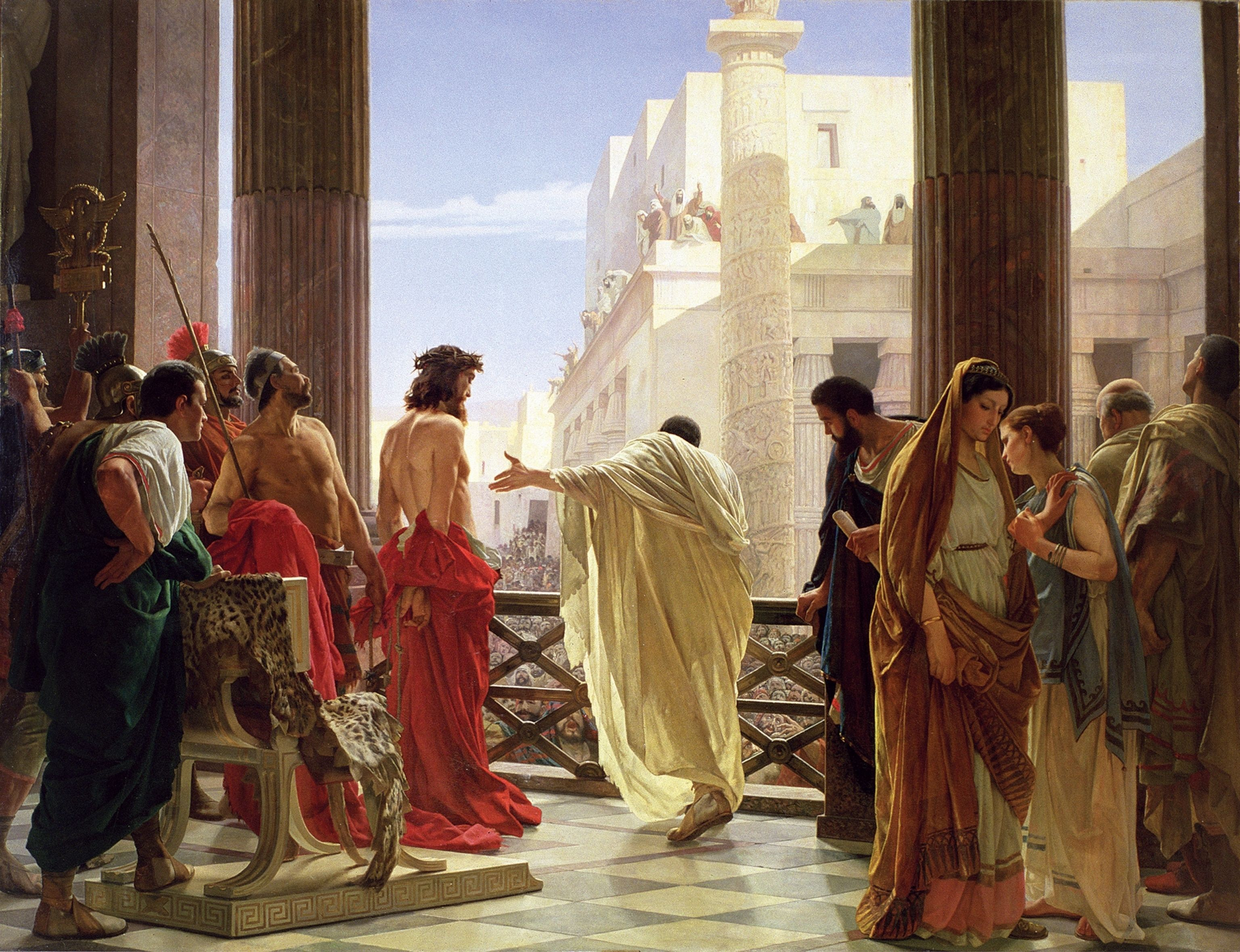
اینک انسان، ۱۸۷۱